# Saikaku Ichidai Onna
Saikaku Ichidai Onna (西鶴一代女: titulada La vida de Oharu en Argentina y Vida de Oharu, mujer galante en España) es una película japonesa de 1952, dirigida por el director japonés Kenji Mizoguchi, basada en el libro Kōshoku Ichidai Onna (好色一代女 1686?); Vida de una mujer galante, de Ihara Saikaku. Trata sobre el destino esquivo de una mujer japonesa, Oharu, que en el tradicional Japón del siglo XVII sufre todo tipo de peripecias y desgracias y es zarandeada por el destino y su condición de mujer. Ganó además el premio internacional del Festival de Venecia en 1952, además de ser finalista para el León de Oro. 

## Argumento (incluye final)
En el Japón del siglo XVII Oharu Okui (Kinuyo Tanaka), una vieja prostituta de 50 años a la que ya no desean los clientes, llega a un templo budista lleno de figuras. En el rostro de una de ellas parece reconocer el de un hombre que formó parte de su pasado, al que se traslada la acción. En su juventud la hermosa Oharu, hija de un afamado samurái, vive en la corte donde goza del debido respeto y cuidados propios de su posición social. 
Un criado de clase muy inferior, Katsunosuke (Toshiro Mifune), le declara en una carta su amor, totalmente prohibido a causa de la diferencia de clase entre ambos. Ella le acepta y, al ser sorprendido, ella es expulsada con toda su familia de la corte, lo que supone una total caída en desgracia para ellos, y Katsunosuke es ejecutado, deseando en su última voluntad la felicidad de Oharu en el amor y el final de las desigualdades sociales. 
Formando ya una familia pobre, Oharu es elegida por un emisario, entre muchas candidatas, para ser la madre del heredero que necesita Matsudaira, noble gobernador, a cuyo palacio se traslada. Allí ella confía en llevar una vida digna, a pesar de no amar al señor, pero tras el mismo nacimiento del heredero, su hijo, se lo roban y ella es apartada e ignorada, por lo que vuelve a su casa. Su padre había contraído grandes deudas en ese tiempo, pensando que iban a ser ricos, pero finalmente es poco el dinero que ella trae, y caen aún más en la pobreza. La venden entonces a un burdel, donde la halaga por su dignidad -ya que no se arrastra a recoger dinero que él arroja al suelo- un cliente que parece ser rico pero que resulta ser un falsificador, así que Oharu se vuelve a casa. 

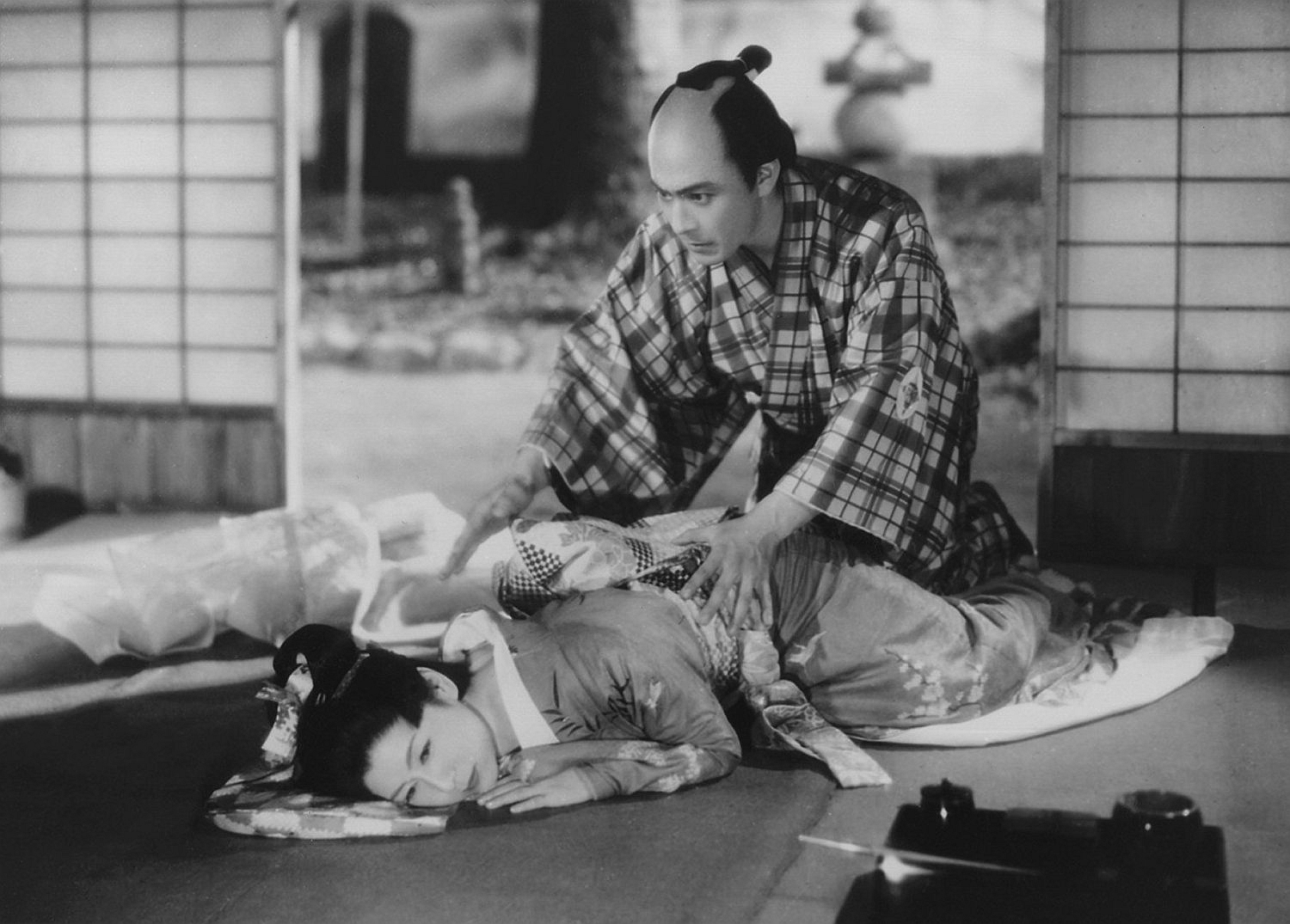
Kinuyo Tanaka y Toshiro Mifune

Sus tristes peripecias continúan cuando entra a servir como criada de una señora amable que resulta ser calva, lo que oculta con extensiones y peinados. Le pide por favor que le guarde el secreto, cosa que Oharu hace, pero al cabo de un tiempo, consumida por los celos, la señora le obliga a cortarse el pelo a ella y Oharu, en venganza, echa un gato a su habitación mientras duermen, que le arranca el pelo falso a la señora, descubriendo el marido su calva.
De nuevo Oharu tiene que empezar y esta vez encuentra un hombre y amable con el que tiene una tienda de abanicos. Su felicidad dura poco, pues es asesinado por un atracador en la calle. Desesperada por su infortunio, decide entregarse a la religión como monja budista, pero también esta vez todo se trunca cuando se presentan a cobrar antiguas deudas que ella paga con vestidos, por lo que se desnuda y es sorprendida por una monja, que la echa.
Se dedica a pedir limosna cantando en la calle, y entonces se encuentra con la comitiva que lleva a su hijo, al que apenas ve unos segundos, y entonces rompe a llorar desconsolada. La encuentran unas viejas prostitutas muy simpáticas que la acogen y la convencen de ejercer la prostitución con ellas, con lo que volvemos al comienzo de la historia, con el rechazo de los clientes y la visita al templo budista cuyos rostros inspiraron su recuerdo.
Ya en el presente, sufre una crisis y cae enferma. La visita entonces su madre, que le comunica el fallecimiento de su padre. Se entera también de que ha muerto el Señor Matsudaira y de que el hijo de Oharu ha heredado su cargo, por lo que la animan a ir a palacio, para vivir allí tranquilamente su vejez. 
Con toda la ilusión de haber resuelto su vida se presenta en palacio, pero allí apenas le permiten acercarse a su hijo, al que no va a poder dirigirse nunca, y en vez de sueldo y prebendas, como ella pensaba, la condenan a permanecer de por vida en arresto domiciliario, para que no se sepa que el Señor es hijo de una prostituta.
Escapa del palacio y, refugiada en el anonimato de su hábito de monja mendicante, vagabundea pidiendo limosna

## Reparto
| Actor              | Personaje                  |
| ------------------ | -------------------------- |
| Kinuyo Tanaka      | Oharu                      |
| Tsukie Matsuura    | Tomo                       |
| Ichirō Sugai       | Shinzaemon                 |
| Toshiro Mifune     | Katsunosuke                |
| Toshiaki Konoe     | Lord Harutaka Matsudaira   |
| Hisako Yamane      | Dama Matsudaira            |
| Jūkichi Uno        | Yakichi Ogiya              |
| Kiyoko Tsuji       | Dueña de tierra            |
| Eitarō Shindō      | Kahe Sasaya                |
| Akira Oizumi       | Fumikichi, amigo de Sasaya |
| Kyoko Kusajima     | Sodegaki                   |
| Masao Shimizu      | Kikuoji                    |
| Daisuke Katō       | Tasaburo Hishiya           |
| Toranosuke Ogawa   | Yoshioka                   |
| Hiroshi Oizumi     | Administrador Bunkichi     |
| Haruyo Ichikawa    | Dama esperando Iwabashi    |
| Yuriko Hamada      | Otsubone Yoshioka          |
| Noriko Sengoku     | Dama esperando Sakurai     |
| Sadako Sawamura    | Owasa                      |
| Masao Mishima      | Taisaburo Hishiya          |
| Eijirō Yanagi      | Falsificador               |
| Chieko Higashiyama | Myokai, la vieja monja     |
| Takashi Shimura    | Anciano                    |
| Benkei Shiganoya   | Jihei                      |
| Komako Hara        | Otsubone Kuzui             |

## Comentarios
Es una de las películas más célebres del director japonés Kenji Mizoguchi. Obtuvo el León de Oro en el Festival Internacional de Cine de Venecia en 1952. En la película, Mizoguchi plantea todos los elementos que caracterizan su cinematografía, su conciencia social, la rebelión ante la injusticia, y su reivindicación del papel de la mujer en la sociedad japonesa. Esta película está motivada entre otras cosas por el deseo del director de recordar a su hermana, que, como OHaru, fue vendida por su padre.